# Chung JinKyu
Chung JinKyu (Anseong, Gyeonggi, Corea del Sur, 19 de octubre de 1939-28 de septiembre de 2017) fue un escritor surcoreano.

## Biografía
Chung JinKyu asistió a la Escuela Anseong de Agricultura y después se graduó de la Universidad de Corea en 1964 en Literatura Coreana.

## Obra
Mientras que muchos poetas se centraron en temas políticos, Chung JinKyu mostró sensibilidad lingüística cantando a las ambigüedades y las contradicciones de la vida desde un punto de vista personal. Su primera poesía se caracteriza por su lenguaje precioso y exquisito, y la profunda introspección. Desde mediados de la década de 1960, refleja en su obra el conflicto entre la vida y la poesía, lo que fue una fuente de grandes inquietudes para el poeta. Intentó superar este conflicto esencial en sus ensayos críticos Sobre la ambigüedad de la poesía (Siui aemaehame daehayeo) y Sobre la honestidad de la poesía (Siui jeongjikhame daehayeo). A pesar de sus esfuerzos, no puedo encontrar un balance positivo entre la voluntad de una vida marcada por la poesía y la existencia cotidiana.
Después de la publicación de la recopilación Una casa vacía en la llanura (Deulpanui biin jibiroda), empezó a incorporar elementos de la prosa en su poesía, lo que le permitió cambiar el foco de la conciencia individual a la colectiva. Para sostener esta transformación estilística, el poeta entró en un proceso que transformó radicalmente su poesía. Este proceso contribuyó a un desarrollo significativo de su estética. Un crítico ha observado que Chung JinKyu traslada el ritmo de la naturaleza con los ojos de un poeta que descubre como si fuera la primera vez la profundidad de la vida humana en la naturaleza.

## Obras en coreano (lista parcial)
Poemarios
- La paz de una caña de sorgo seca (Mareun susukkangui pyeonghwa)
- Una casa vacía en la llanura (Deulpanui biin jibiroda)
- El mundo de las cosas colgadas (Maedallyeo isseumui sesang)
- La plenitud del vacío (Bieoisseumui chungman)
- Escribir con lápiz (Yeonpillo sseugi)
- Sobre los huesos (Ppyeoe daehayeo)
- La oscuridad es el fondo adecuado para las estrellas (Byeoldeurui batangeun eodumi mattanghada)
- La poesía del cuerpo (Momsi)

## Premios
- Premio de la Asociación Coreana de Poetas (Hanguk siin hyeophoesang, 1980)
- Premio Literario Woltan (Woltan munhaksang, 1985)
- Premio de Poesía Contemporánea (Hyeondae sihak jakpumsang, 1987)